# Йоганн Каспар Фюсслі
Йоганн Каспар Фюсслі (нім. Johann Kaspar Füssli; 9 березня 1743 — 4 травня 1786) — швейцарський ентомолог, художник та видавець.
Народився у Цюриху, син художника Йоганна Каспара Фюсслі та Анни Елізабет Васер. Рідний брат відомого художника Генрі Фюзелі.
Він описав вид павуків Pholcus phalangioides, який також відомий як підвальний павук.
Він помер, у віці 43 років, у Вінтертурі.